# Potoki tatrzańskie

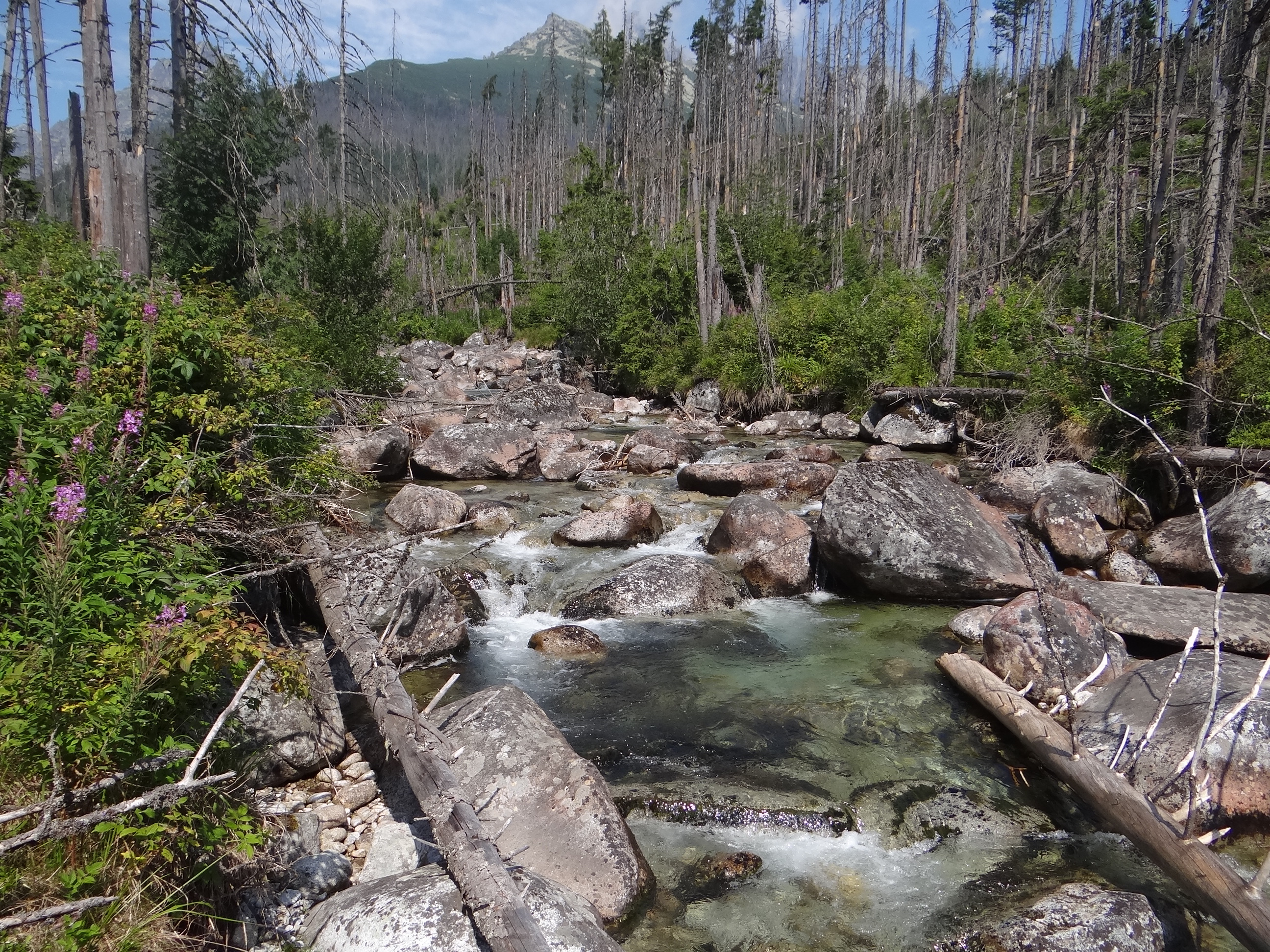
Koryto Zimnej Wody wyżłobione w materiale akumulacyjnym

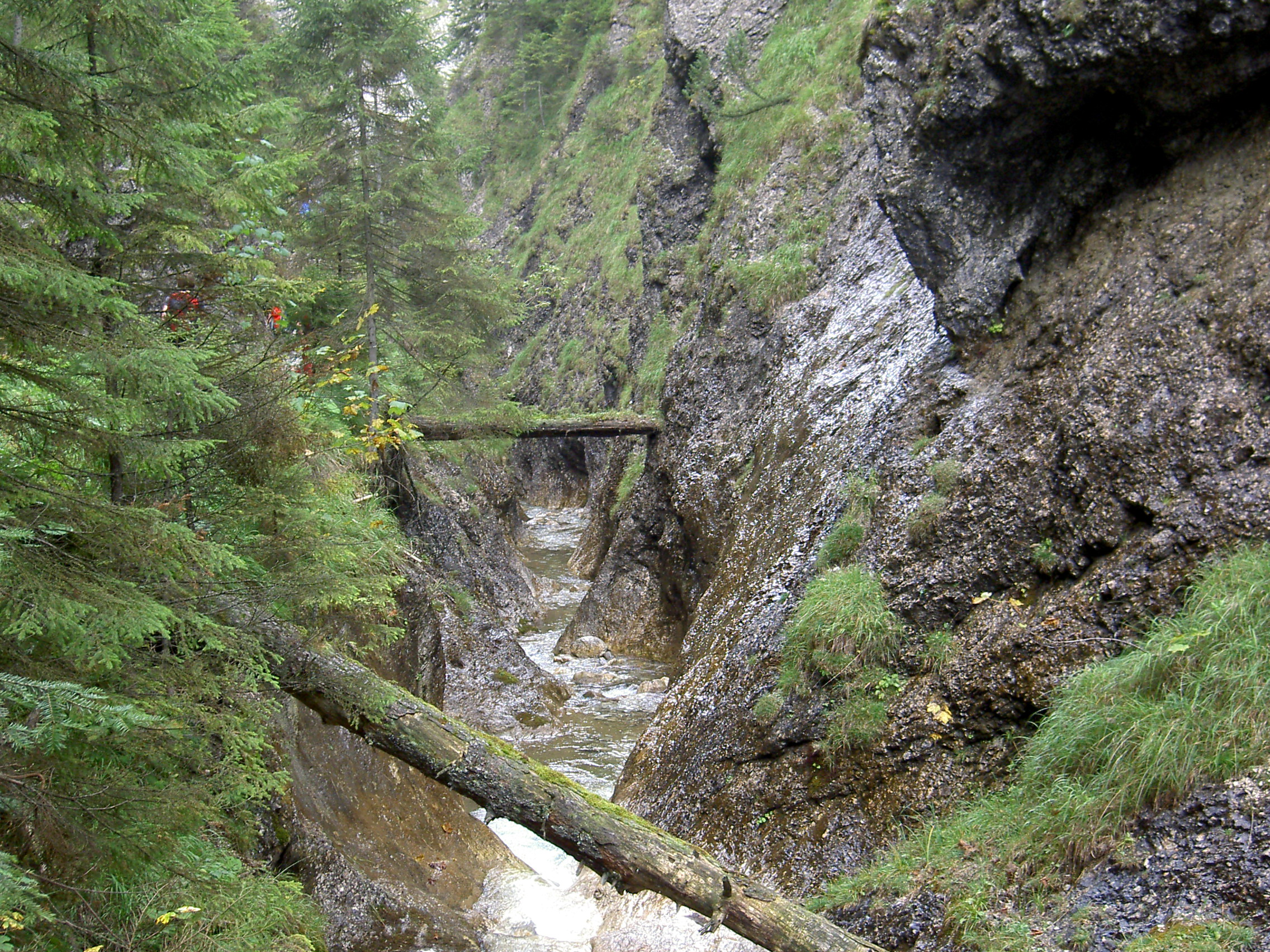
Koryto Juraniowego Potoku wyżłobione w litej skale

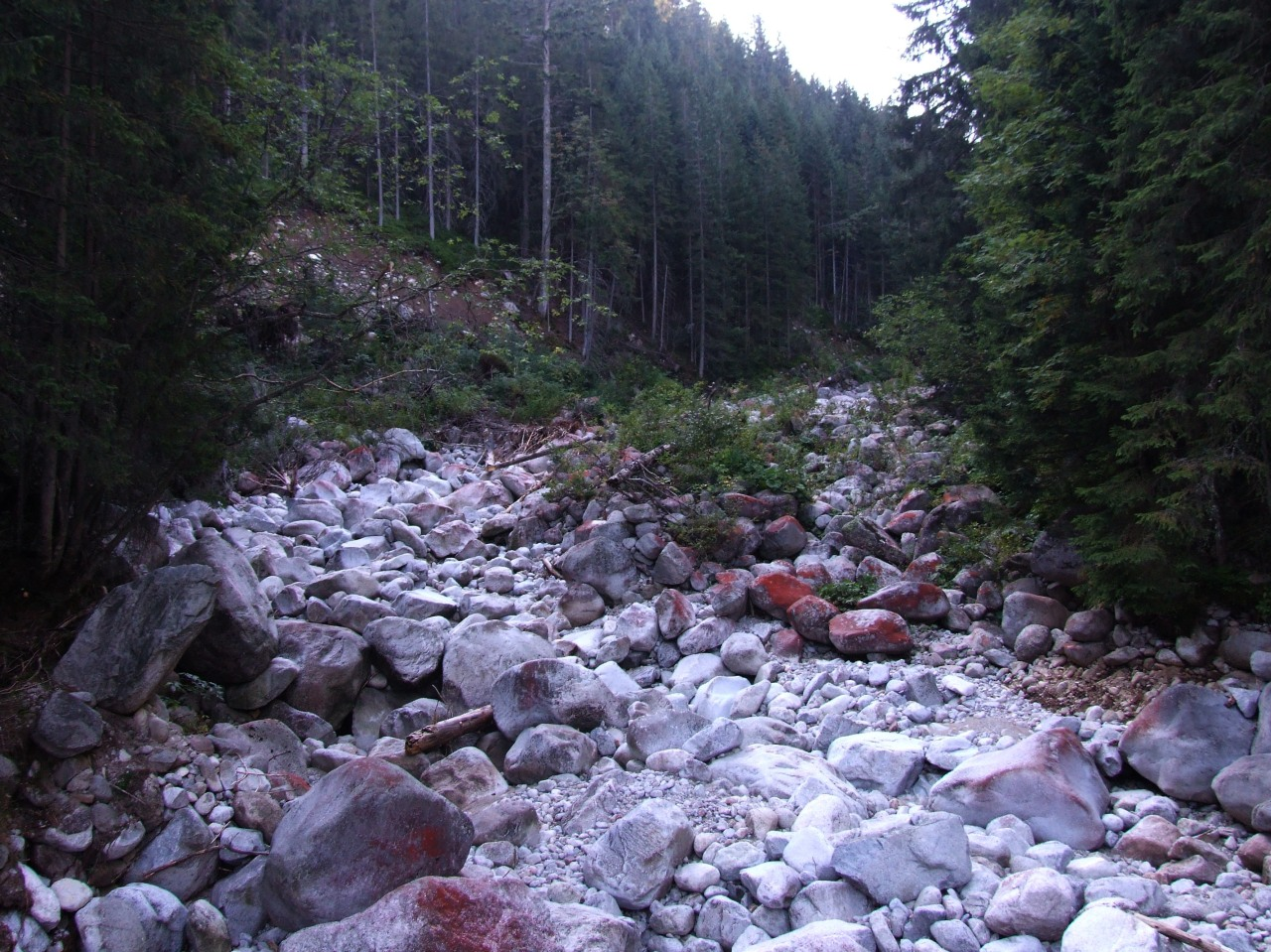
Suche koryto Suchej Wody

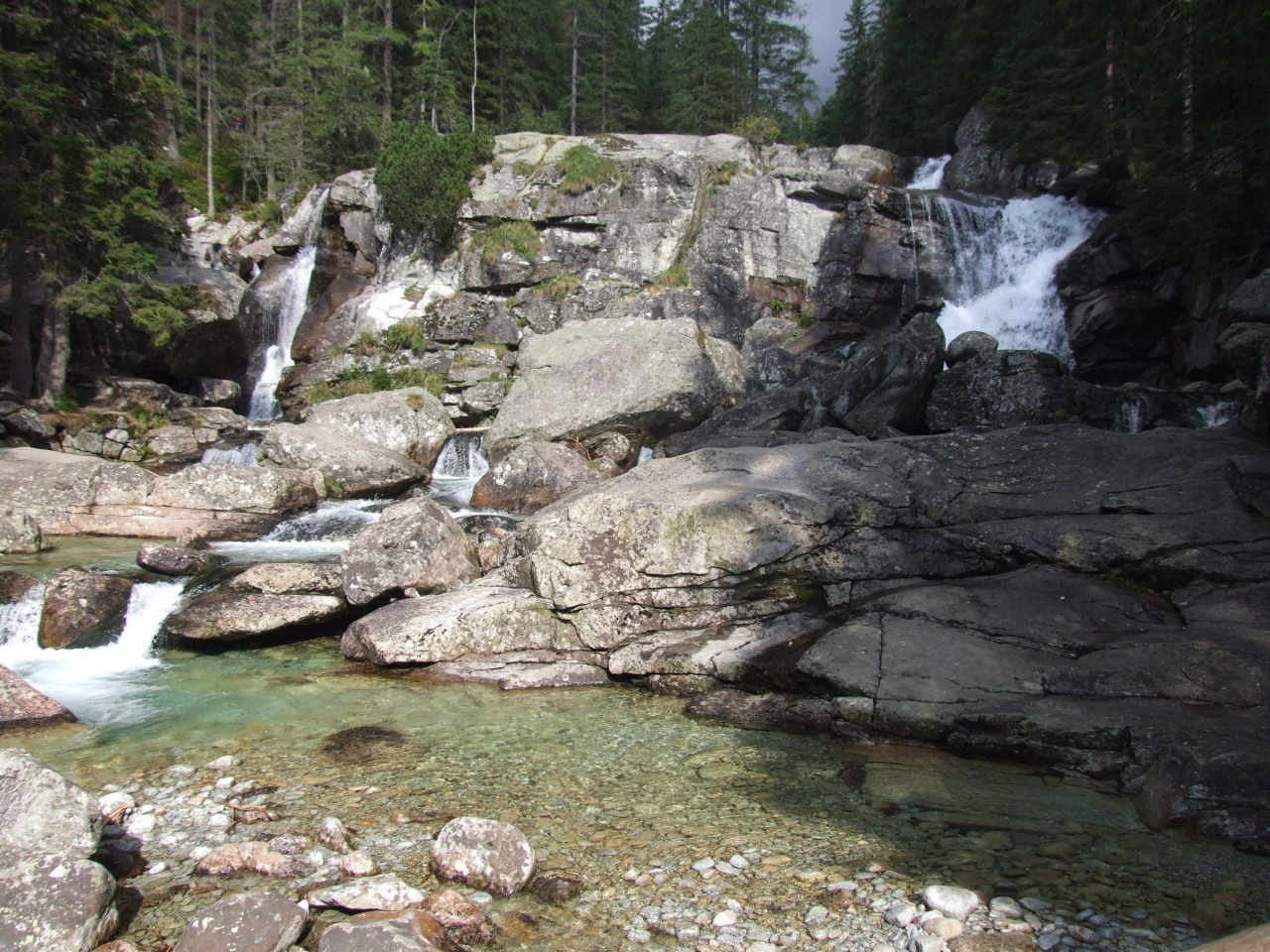
Wodospady Zimnej Wody

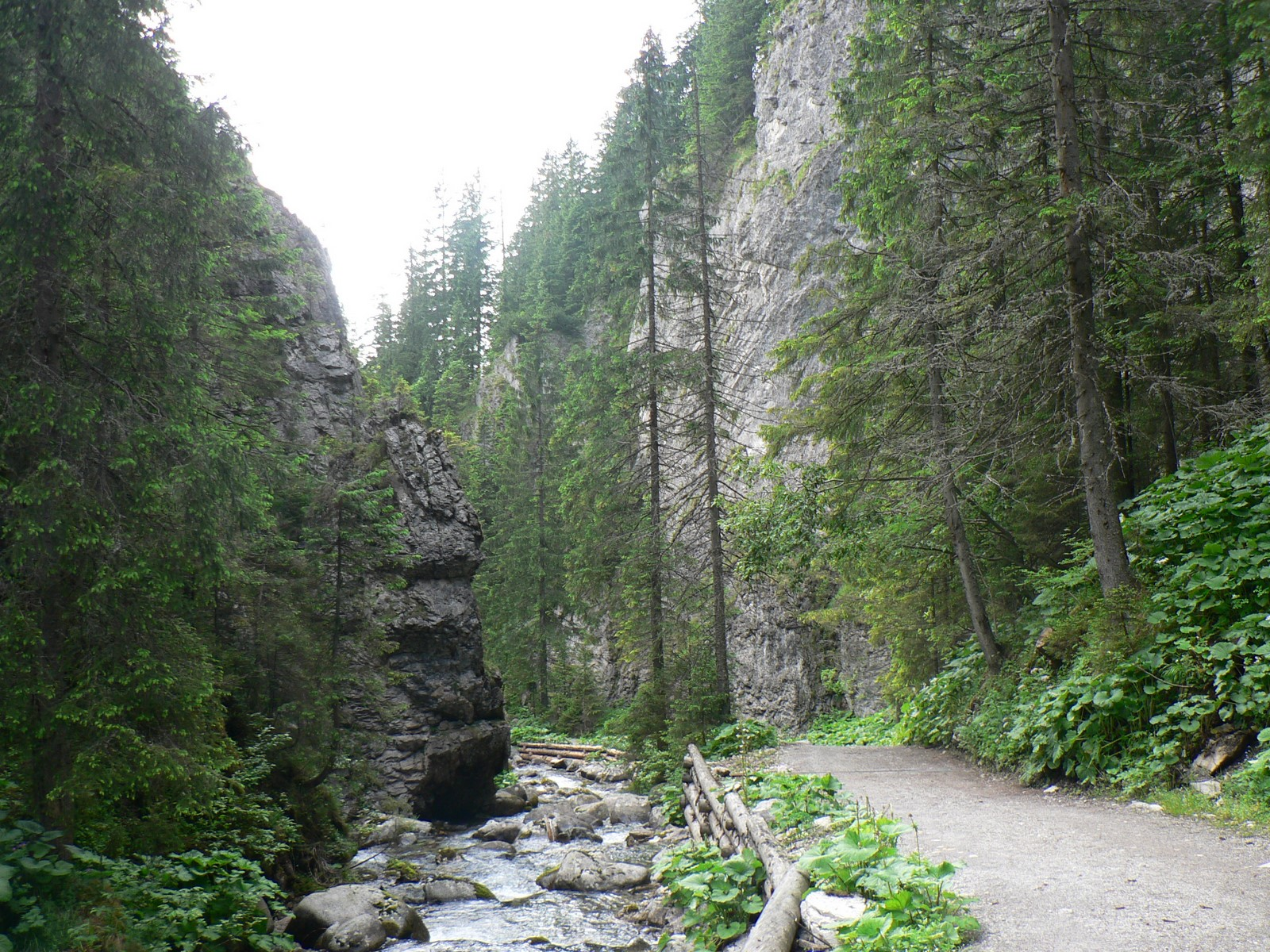
Wąwóz wyżłobiony w skałach przez Koperszadzki Potok

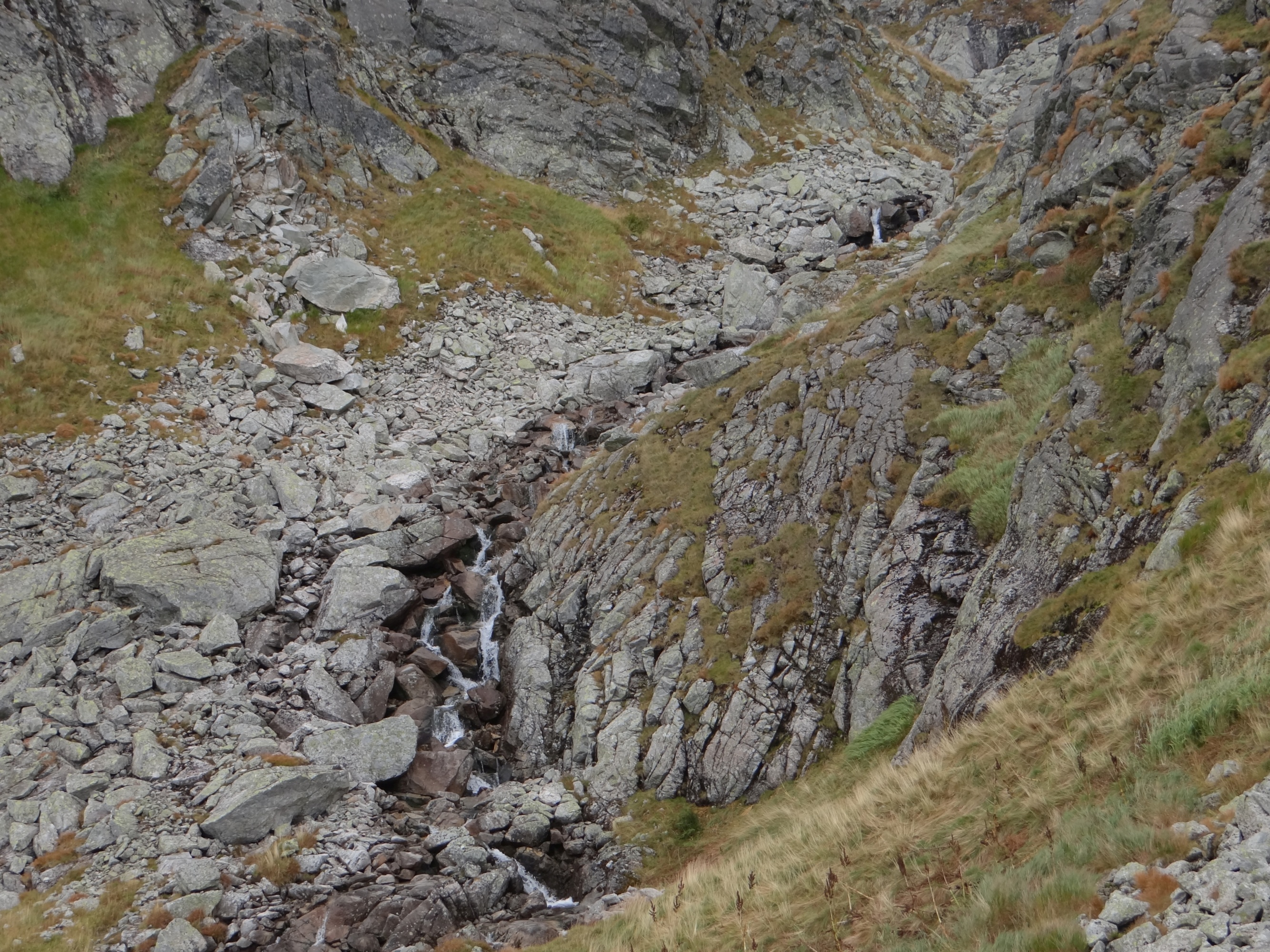
Ciek wypływający z progu pod Zmarzłym Stawem Gąsienicowym

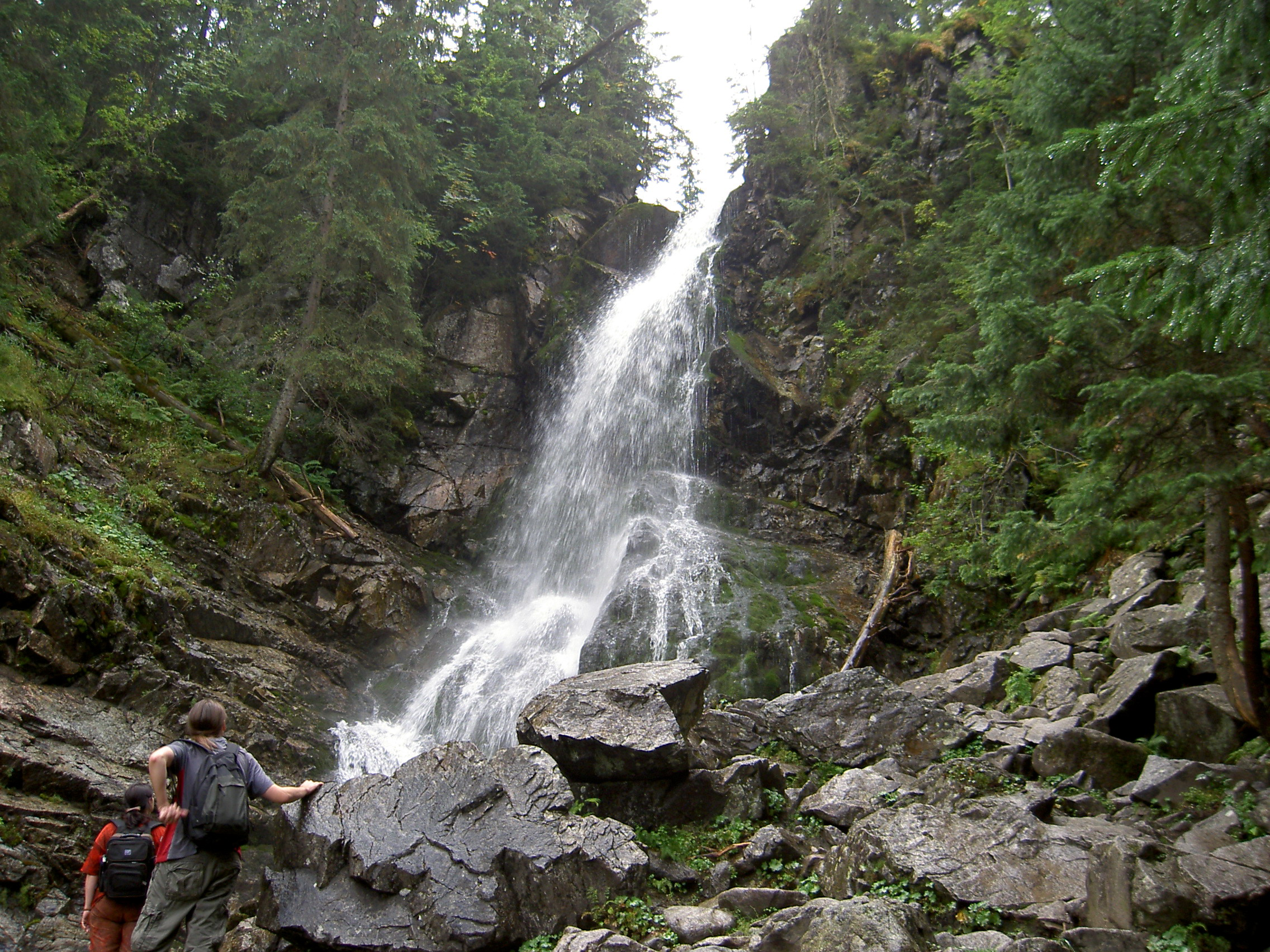
Załamanie biegu Rohackiego Potoku na skalnym progu

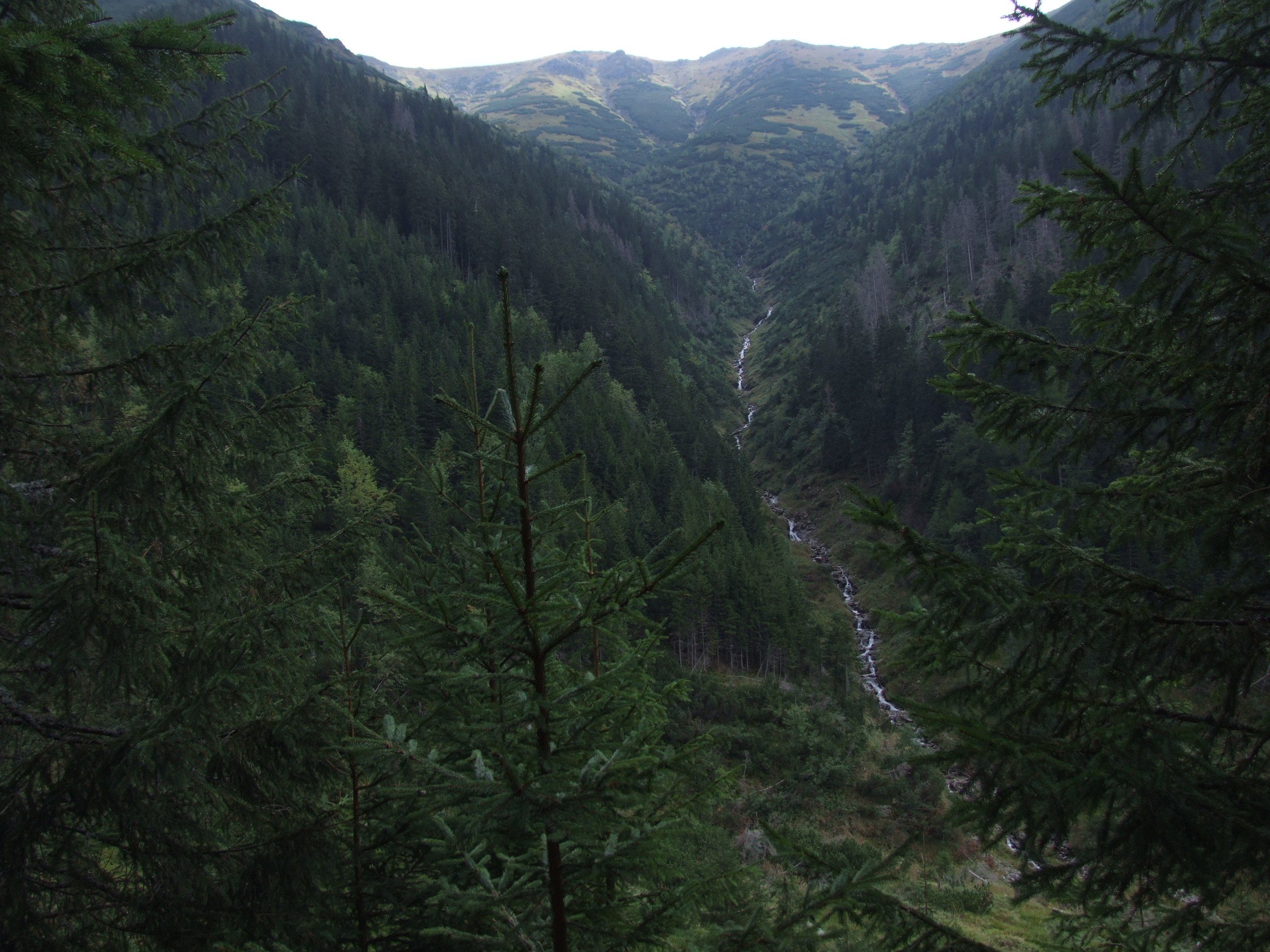
Głębokie doliny tatrzańskich potoków (dopływ Parzychwostu)

Potoki tatrzańskie – potoki i drobniejsze cieki w obrębie Tatr.

## Zlewiska
Potoki tatrzańskie znajdują się w zlewiskach dwóch mórz: Morza Bałtyckiego i Morza Czarnego. Zlewiska te oddziela Wielki Europejski Dział Wodny, który w obrębie Tatr biegnie od Szczyrbskiego Jeziora granią Soliska, główną granią odnogi Krywania do Cubryny, stąd na zachód granią główną Tatr aż po szczyt Wołowca w Tatrach Zachodnich i od niego na północ północną granią Wołowca. Działem tym, począwszy od Cubryny po Wołowiec i dalej północną granią Wołowca, biegnie również granica polsko-słowacka.
Główne potoki w zlewisku Morza Bałtyckiego:
- w dorzeczu Czarnego Dunajca: Chochołowski Potok, Lejowy Potok, Kościeliski Potok
- w dorzeczu Białego Dunajca: Małołącki Potok, Potok zza Bramki, Strążyski Potok, Spadowiec, Biały Potok, Bystra, Olczyski Potok, Sucha Woda Gąsienicowa, Filipczański Potok, Poroniec
- w dorzeczu Białki: Waksmundzki Potok, Roztoka, Rybi Potok, Biała Woda Białczańska, Jaworowy Potok
- w dorzeczu Popradu: Bielski Potok, Beliansky potok, Čierna voda, Biała Woda Kieżmarska, Łomnica, Zimna Woda, Sławkowski Potok, Gerlachovský potok, Wielicka Woda, Batyżowiecki Potok, Mięguszowiecki Potok.

Główne potoki w zlewisku Morza Czarnego:
- w dorzeczu Wagu: Biały Wag, Młynica, Beliansky potok, Koprowa Woda, Cicha Woda, Kamienisty Potok, Bystra, Raczkowy Potok, Smreczanka, Jałowiecki Potok, Suchy Potok Sielnicki
- w dorzeczu Orawy: Zuberska Woda, Zimna Woda Orawska, Mihulczy Potok, Bobrowiecki Potok, Cicha Woda Orawska.

Wszystkie potoki na terenie polskich Tatr znajdują się w zlewisku Bałtyku, jedynie zachodnia część polany Molkówka jest położona w zlewisku Morza Czarnego. Wśród potoków w słowackich Tatrach część znajduje się w zlewisku Bałtyku, część w zlewisku Morza Czarnego.

## Sieć rzeczna
Potoki tatrzańskie zaczynają się od podziemnych wypływów typu wycieki, wysięki, źródła oraz młaki, niektóre wypływają z jezior. W czasie swojego biegu potoki zasilane są bocznymi dopływami powierzchniowymi, ale również wypływami podziemnymi, których liczba w Tatrach jest ogromna. W polskiej tylko części Tatr Wysokich naliczono 788 źródeł. Temperatura ich wody waha się 0,7 do 11 °C, najczęściej od 4 do 8 °C. Łączna długość stałych cieków w polskiej części Tatr wynosi około 175 km, w Tatrach Słowackich jest pięciokrotnie większa. Istnieją też cieki okresowe, ich łączna długość jest niewiele mniejsza. W Tatrach Polskich średnia gęstość stałych cieków wynosi 0,940 km/km², okresowych 0,790 km/km². Gęstość tej sieci jest w różnych miejscach Tatr nierównomierna i zależy od budowy geologicznej. W obszarach zbudowanych ze skał krystalicznych przeważa sieć cieków stałych, na obszarach zbudowanych ze skał węglanowych, gdzie występują zjawiska krasowe, przeważa sieć cieków okresowych. Z tego też powodu w Tatrach Polskich procentowo więcej jest cieków okresowych niż w Tatrach Słowackich, gdyż w większym stopniu zbudowane są ze skał węglanowych.
Potoki mają zazwyczaj prostolinijny przebieg i niewielką długość. Tylko nieliczne osiągają długość ponad 10 km, przy czym wszystkie najdłuższe mają ujście poza Tatrami. Należą do nich: Siwa Woda (dolny bieg Chochołowskiego Potoku), Kirowa Woda (dolny bieg Kościeliskiego Potoku), Sucha Woda Gąsienicowa, Białka, Jaworowy Potok, Beliansky potok (dopływ Popradu), Zimna Woda (dopływ Popradu), Cicha Woda Liptowska, Jałowiecki Potok, Zimna Woda Orawska.
Koryta głównych potoków mają szerokość od kilku do kilkunastu metrów i zazwyczaj wyżłobione są w materiale akumulacyjnym powstałym w wyniku procesów glacjalnych, fluwioglacjalnych lub fluwialnych. Boczne potoki mają koryto wąskie i często wyrzeźbione w litej skale.

## Przepływ wód
Potoki mają duży spadek – np. Waksmundzki Potok ma spadek 17,5%, Biały Potok 18,7%, Roztoka 11%, Kościeliski Potok 4,06%, Chochołowski Potok 6,47%. W potokach bocznych spadek jest większy i dochodzi do 40%. Duży spadek potoków powoduje, że woda płynie w nich z dużą szybkością, dochodzącą do 2 m/s. Szybkość ta wzrasta w czasie wezbrań wód i osiąga największe wartości w miejscach zwężeń dolin zwanych bramami. Ilość przepływającej wody zależy od opadów, roztopów oraz ilości wód podziemnych w zlewni danego potoku. W dużych potokach wynosi 1-1,5 m³/s. Po gwałtownych opadach lub silnych roztopach ilość ta wzrasta kilkunasto- lub nawet kilkudziesięciokrotnie.
Przepływ w potokach głównych na ogół jest wyrównany. Tylko w nielicznych przypadkach występują na nich progi skalne z wodospadami (np. Wodospady Zimnej Wody). W potokach bocznych często natomiast występują załamania przepływu na progach albo w miejscach, gdzie potok wypływa na obszary o innym spadku. Na progach powstają dość liczne wodospady, a pod nimi kotły eworsyjne i baniory. W miejscach, gdzie skalne koryto potoku ulega znacznemu zwężeniu, powstają bystrza. W dolnym biegu potoków głównych wypływających na tereny równinne obserwuje się zjawisko dziczenia, polegające na tym, że potok rozdziela się na kilka koryt i często następuje przerzucanie nurtu między nimi. Takie zjawisko obserwujemy np. w dolnym biegu Chochołowskiego Potoku.
Charakterystyczną cechą potoków tatrzańskich jest gubienie wody, polegające na tym, że na niektórych odcinkach ilość wody płynącej potokiem zmniejsza się lub nawet woda całkowicie zanika. Są tego 3 przyczyny:
- zanikanie wody w ponorach na obszarach krasowych,
- zanikanie wody w stożkach napływowych będących luźnym rumowiskiem naniesionych przez potok skał i innych osadów,
- zanikanie wody w morenach polodowcowych[6].

Takie gubienie wód występuje np. w Kościeliskim Potoku na odcinku między Polaną Smytnią a Pisaną, na Chochołowskim Potoku poniżej Zawiesistej, w Białym Potoku na odcinku między reglami a ujściem. Liczne potoki tatrzańskie po wypłynięciu z Tatr tracą na ich przedpolu do 50% swojej wody w ogromnej ilości rumoszu skalnego wyniesionego z Tatr przez lodowce i potoki. Przykładem potoku, którego woda całkowicie ginie w ponorach, jest Sucha Woda Gąsienicowa. Dalsze drogi jej podziemnego przepływu nie do końca są poznane. Barwieniami udowodniono, że woda z górnego końca potoku poniżej Litworowego Stawu wypływa dopiero w odległym o 2750 m Goryczkowym Wywierzysku. Przypuszcza się, że woda z niższych części potoku wypływa także w Jaskini Kasprowej Niżniej i Wywierzysku Olczyskim.
Z drugiej strony w niektórych miejscach biegu potoków następuje duży wzrost ilości ich wód spowodowany wypływami wód podziemnych. Takie zjawiska mają miejsce zwłaszcza na obszarach krasowych. Przykładem jest znaczny wzrost ilości wody w Kościeliskim Potoku pod Skałą Pisaną spowodowany wypływem wód z Jaskini Wodnej pod Pisaną czy na Chochołowskim Potoku spowodowany dużą ilością wody wypływającą z Wywierzyska Chochołowskiego.
Potoki tatrzańskie zasilane są w dużym stopniu potężnymi zbiornikami wód podziemnych, dzięki czemu charakteryzują się małymi zmianami wodostanu. W ciągu roku wyróżnia się jedno lub dwa wezbrania wód spowodowane ulewnymi deszczami. Mają one miejsce na wiosnę lub w lecie. Najczęściej wezbrania te następują w lipcu i sierpniu. Najniższe poziomy wód występują w zimie, najczęściej w marcu. Tatry mają bardzo duży współczynnik odpływu wód. Z 1 km² powierzchni w jednej sekundzie spływa średnio około 30 l wody, co odpowiada poziomowi opadów w wysokości 1000 mm rocznie. Jest to 70% sumy opadowej. Tak duży współczynnik spływu powierzchniowego jest skutkiem skalistego podłoża i dużego nachylenia stoków. Największy spływ powierzchniowy ma miejsce w czasie wiosennych roztopów, gdy ziemia jest zamarznięta i nie przepuszcza w głąb wody.
Wody tatrzańskich potoków są zimne i różnice ich temperatur w ciągu dnia i nocy są niewielkie: na przedpolu Tatr wynoszą 4–8 °C, w głębi Tatr są dużo niższe. W lecie wody ogrzewają się do 10 °C, w zimie następuje zlodzenie części wody w potokach, a woda przepływająca pod lodem ma temperaturę do +1 °C. Małe cieki zazwyczaj zamarzają do dna, na większych potokach lód tworzy się tylko przy brzegu, środek pozostaje niezamarznięty wskutek szybkiego przepływu wody. Pokrywa lodu osiąga zazwyczaj grubość 20–30 cm i przykryta jest pokrywą śnieżną.